# Rebozo

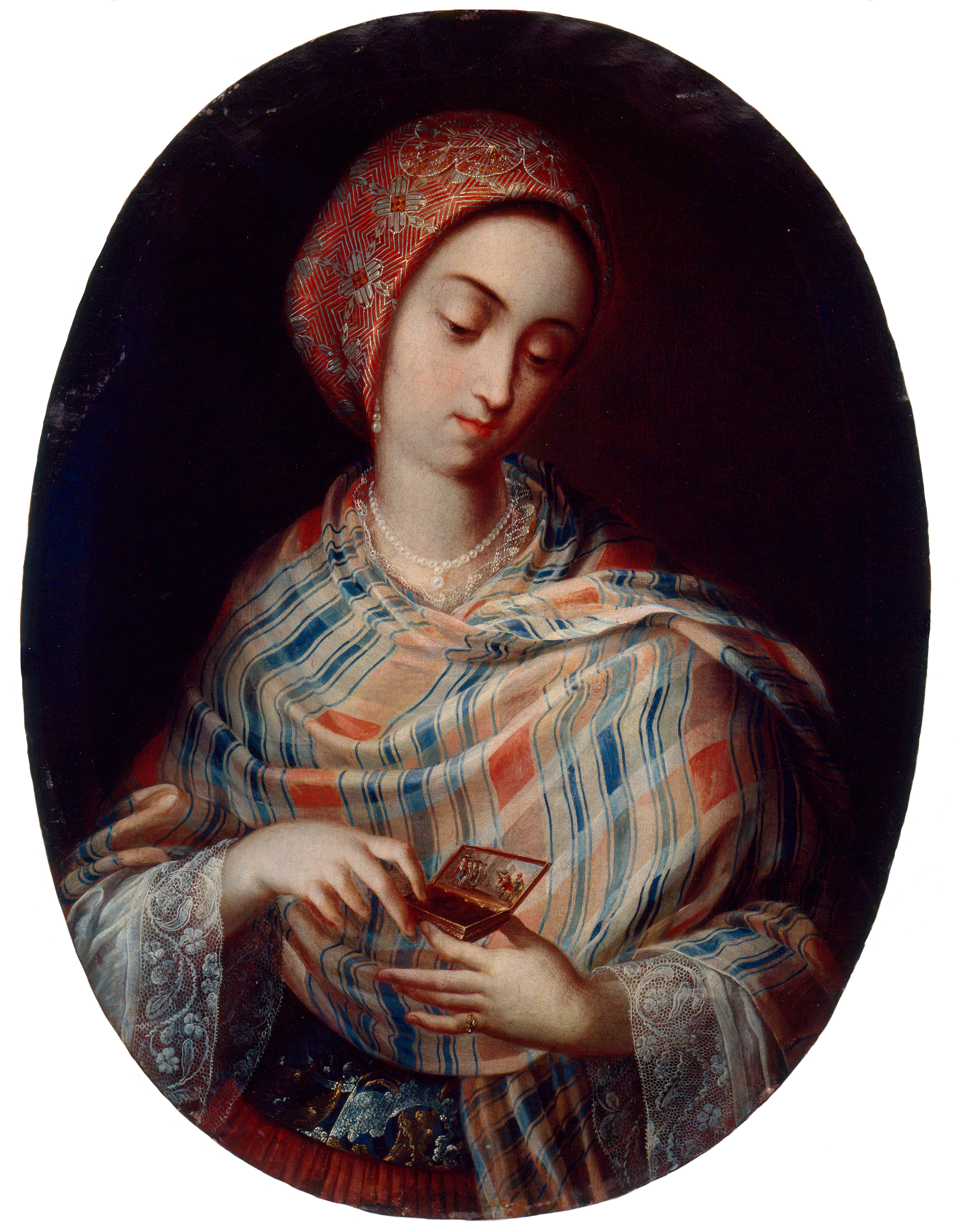
Obra de Juan Rodríguez Juárez con imagen de mujer con rebozo.

El rebozo es una prenda mexicana de vestir, muy similar a un chal, usada en México, Centroamérica y algunas zonas de América del Sur. De forma rectangular y de una sola pieza, mide entre 1.5 m y hasta 3 m de longitud, y puede elaborarse con algodón, lana, seda o artisela. Puede usarse como bufanda o como un chal. Tradicionalmente se asocia a las mujeres, las cuales a menudo los usan para cargar a sus hijos y llevar productos al mercado. Su rango de precio varía desde muy económicos hasta de miles de pesos. Se originó en Tenancingo de Degollado. Las personas que los elaboran se denominan reboceros.
El rebozo fue creado y sigue siendo producido por los habitantes del municipio de Tenancingo, estado de México y de Santa María del Río, San Luis Potosí, quienes tienen como cultura y tradición la elaboración artesanal de esta prenda.
El rebozo es un producto derivado del mestizaje producido por la Conquista Española. Se sabe que los indígenas mexicanos los usaban ya antes del arribo de los españoles, pero la palabra rebozo no aparece en la lengua hispana sino hasta el año 1562.[cita requerida]
El rebozo se confecciona en todo México, Centroamérica y algunos países de Sur América, pero los rebozos del Estado de México, Michoacán, Oaxaca, Querétaro y San Luis Potosí son particularmente apreciados. En San Luis Potosí vive el pueblo otomí, un pueblo famoso por sus tejidos, y es en Santa María del Río, en San Luis Potosí, donde se fabrica el Rebozo Caramelo, el más caro de todos. Cabe resaltar que en el municipio de Tenancingo, en el estado de México, cada año se lleva a cabo la tradicional Feria del Rebozo durante el mes de septiembre, donde maestros reboceros, ganadores de varios galardones a nivel nacional, se reúnen en el centro del municipio Tenancingo de Degollado para demostrar su extraordinario trabajo a nacionales y extranjeros.

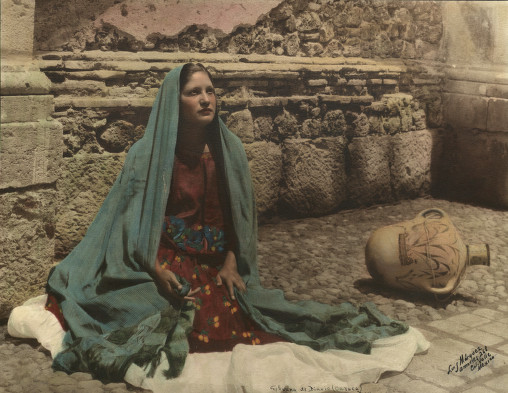
Fotografía coloreada a mano por Luis Márquez (fotógrafo), 1937. México

Las chalinas son lisas, sin diseño y de un solo color. A menudo, los rebozos con líneas verdes, blancas y rojas se usan en las Fiestas Patrias.
Las fotografías de Agustín Casasola muestran a las soldaderas, las mujeres soldados de la Revolución mexicana, portando rebozos de bolita. Como una prenda distintiva mexicana, el rebozo ha sido ensalzadado en las artes. El rebozo ha sido objeto de canciones y poemas.
Esta prenda alcanzó tal importancia que en el siglo XVIII se dictaron leyes y reglas para la elaboración en cuanto al tamaño, tejido, clase de hilo y dibujo. Incluso se adoptó a la Virgen de las Angustias como la patrona de la reboceras (artesanas especializadas en la confección de rebozos).[cita requerida]
Al igual que otras prendas, el rebozo tiene símbolos como el color y el entretejido de los hilos que identifican el origen de las personas dependiendo de la comunidad que los confecciona y utiliza. También se utiliza esta técnica en Guatemala.[cita requerida]
Dada su naturaleza folklórica, el rebozo es usado a menudo como parte del traje típico de los bailes mexicanos tradicionales y de los bailes de marimba guatemaltecos. 
El rebozo no es solo una prenda de adorno, sino que también puede ser usado para cargar a los bebés, algo que le trae muchos beneficios tanto al bebé como a la madre.